# Doug Yule
Pour les articles homonymes, voir Yule (homonymie).
Doug Yule, né le 25 février 1947 aux États-Unis, est un musicien, notamment membre du groupe Velvet Underground de 1968 à 1973.

## Les débuts
Doug Yule commence la musique au milieu des années 1960, à Boston. Avec ses amis Walter Powers et Willie Alexander, il a alors son propre groupe, The Grass Menagerie. On retrouvera par ailleurs Walter et Willie à la fin du Velvet Underground.

## Les années Velvet

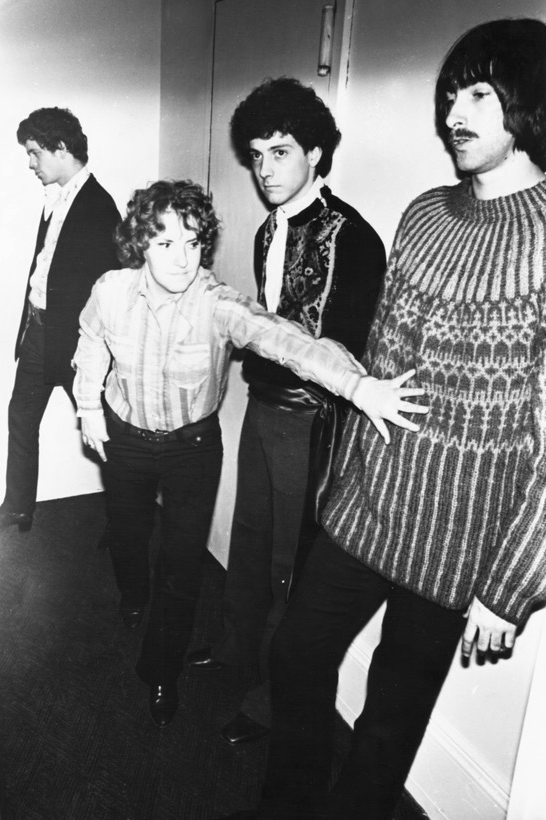
The Velvet Underground, 1968.

Recruté en 1968 par Lou Reed pour remplacer John Cale, Doug Yule correspond mieux à la nouvelle orientation que Lou Reed souhaite donner au Velvet Underground : musicien solide et polyvalent (guitare, basse, orgue), doté d'une personnalité discrète et d'une voix douce et mélodieuse, Doug Yule participe à l'enregistrement de deux albums et de la plupart des morceaux figurant sur les deux compilations de morceaux inédits du Velvet Underground.
Après le départ de Lou Reed en 1970, Doug Yule prend la direction du groupe, soutenu en cela par le manager du Velvet Underground Steve Sesnick. Après une tournée en Europe et l'enregistrement d'un album sous le nom du groupe en 1972, Squeeze, Doug Yule, progressivement abandonné par les deux derniers membres d'origine du groupe et par Steve Sesnick, renonce définitivement au Velvet Underground en 1973.
L'album Squeeze n'est, le plus souvent, pas considéré comme un authentique album du Velvet Underground, aucun des membres fondateurs du groupe n'ayant participé à sa composition ni à son enregistrement (il n'a d'ailleurs été réédité en CD qu'en 2012). S'il n'en a d'ailleurs pas le son typique, il n'en reste pas moins un très honorable album de rock'n'roll. De nombreux morceaux peuvent évoquer certains titres de l'ultime album du Velvet Underground, Loaded.
Passablement oublié, Doug Yule n'a pas été convié à participer aux concerts de reformation du Velvet Underground en 1993, ni d'ailleurs à la cérémonie d'intronisation du groupe au Rock and Roll Hall of Fame.

## Après le Velvet Underground
Dans un premier temps, Yule et sa guitare sont présents sur l'album de Lou Reed Sally Can't Dance, ainsi que sur la tournée qui s'ensuit, puis lors de l'enregistrement de Coney Island Baby. Il tourne ensuite avec son jeune frère Billy (qui a été occasionnellement batteur au sein du Velvet Underground), puis fonde un nouveau groupe, American Flyer. À la même époque, il collabore avec Elliott Murphy.
Entre 1977 et 1995, il se retire de la vie publique pour se consacrer à l'ébénisterie. Il accorde ensuite des interviews à propos de Sterling Morrison, récemment décédé, entreprend des études de violon et enregistre une nouvelle chanson. En 2000, il se lance dans une tournée en solo, et publie un album live, Live in Seattle.
Il vit à présent à Seattle, où il fabrique des violons. En 2006, on a pu le voir sur scène lors de quelques dates avec The Weisstronauts.